# 합천 청량사 삼층석탑
합천 청량사 삼층석탑(陜川 淸凉寺 三層石塔)은 대한민국 경상남도 합천군, 청량사 사찰에 있는 통일신라 시대의 삼층석탑이다. 1963년 1월 21일 대한민국의 보물 제266호로 지정되었다.

## 개요
청량사 대웅전 앞에 서 있는 통일신라시대의 석탑이다. 청량사는 매화산(梅花山) 기슭에 있는 사찰로,『삼국사기』에 의하면 최치원(崔致遠)이 거주했던 곳이라고 한다.
탑은 2단의 기단(基壇) 위에 3층의 탑신(塔身)을 올린 모습이며, 바닥돌 아래에 화강석을 두른 널찍한 구역을 이루고 있는 보기드문 모습을 하고 있다. 바닥돌 위의 아래층 기단은 가운데돌을 한 돌로 하여 4매의 석재로 구성하였다. 아래·위층 기단에는 가운데와 모서리에 기둥 모양을 조각하였다. 기단부의 맨윗돌 네 모서리는 약간 치켜 올라가 있어 특색이 있고, 그 위로 2단의 받침을 두었다.
탑신부는 몸돌과 지붕돌을 각각 한 돌로 구성하였으며, 몸돌의 모서리마다 기둥 모양을 새겨 놓았다. 지붕돌은 아래에 5단의 받침을 두었으며, 경사진 면은 완만하나 네 귀퉁이는 경쾌하게 치켜올라가 있다.
이 탑은 각 부분이 아름다운 균형을 이루면서 조각수법도 경쾌하고 우아하여, 통일신라시대 9세기에 만들어진 탑 가운데 대표할 만한 작품이다. 1958년 이 탑을 수리할 때 3층 지붕돌에서 사리를 두던 둥근 공간이 있음을 확인하였다.

## 같이 보기
- 청량사

## 참고 자료
- 합천 청량사 삼층석탑 - 국가유산청 국가유산포털